# Прстохват магије
Прстохват  магије (енгл. Just Add Magic) америчка је играна породична телевизијска серија, базирана на истоименој књизи Синди Калахан. Продуцирао ју је Amazon Studios. Пилот епизода је снимљена 2015. године, а следеће године је снимљена цела сезона серије по наруџбини. Амазон је обновио серију другом сезоном у јуну 2016. године након што је иста „поставила рекорд као најуспешнија премијерна епизода Амазонове оригиналне дечије серије у погледу америчких Прајм Видео стримова и сати, током викенда”.
У Србији, Црној Гори, Републици Српској и Северној Македонији серија је премијерно приказана 16. марта 2020. године на каналу Никелодион, синхронизована на српски језик. Синхронизацију је радио студио Голд диги нет. Серија нема ДВД издања.
Наставак серије, Прстохват магије: Град мистерија, објављен је 17. јануара 2020. године. У Србији, Црној Гори, Републици Српској и Северној Македонији је премијерно приказан 23. новембра 2020. године на каналу Никелодион, синхронизован на српски језик. Синхронизацију је такође радио студио Голд диги нет.

## Радња

### 1. сезона
У граду Сафрон Фолсу тинејџерке Кели, Дарби и Хана су најбоље другарице које воле да кувају. Док праве торту за рођендан Келине баке (која има мистериозну болест и не може да говори), девојке користе рецепт из мистериозног старог кувара, ког пронађу у поткровљу Келине куће. Рецепти имају чудна имена, попут „Ућуткај их тортом“ и „Лековити тарт са лешником“ и захтевају необичне састојке, попут „Цедронске ваниле“ и  „Тауријског тамјана“. Девојке посећују радњу Маме Пи да би набавиле састојке за рецепте. Мама Пи открива да зна који су састојци, а девојке закључују да она зна за магију јер изгледа да има широко знање о магичним састојцима.
Кели, Дарби и Хана истражују магичне рецепте и суочавају се са искушењима употребе магије која ће помоћи да се превазиђу свакодневни изазови средњошколки. Даље откривају да и Келина чудна комшиница, госпођа Силверс, такође има везе са магијом. Девојке схватају да су заштитнице магичног кувара и да је пре њих било много других, од којих су три биле Мама Пи, госпођа Силверс и бака Беки. Између свега овога, Кели има један главни циљ – пронаћи магични рецепт који ће излечити мистериозну болест њене баке . Док девојке раде заједно, оне сазнају да је Келина бака под клетвом, исто тако и Мама Пи (чија клетва јој не дозвољава да напусти Сафрон Фолс) и госпођа Силверс (чија клетва јој не дозвољава да свира клавир у јавности).

### 2. сезона (1. део)
Након што Кели, Хана и Дарби ослобађају град од проклетства, а такође и разбијају проклетство баке Квин и госпођице Силверс, омогућавајући баки да поново говори и госпођи Силверс да свира клавир у јавности – уз то сазнају да су разбиле сваку клетву и тиме вратиле Чака Хенкинса, тинејџера из 60-тих који је изненада нестао због ОКA (оригиналних куварица): Ђине Силверс, Иде Перез (Маме Пи) и Ребеке Квин.
Претражујући старе градске записе у библиотеци, девојке проналазе слику средњошколског одељења из 1865. године. На њој препознају Чака, под именом Чарлс Пајзер. Девојке схватају да је Чак много старији од ОКА и да је нестао већ једном раније, али да је остао истих година. Открива се да су Чарлс Пајзер и његова сестра Роуз Пајзер некада били заштитници кувара. ОКЕ истражују више о Чаковој слици и откривају да су Пајзерови били најбогатија породица у то време и да је Западни Пајзер парк у Сафрон Фолсу био део њиховог имања.
Чак баца чаролију како би приступио невидљивој приколици. Помоћу чаролије невидљивости и чаролије супер снаге, девојке успевају да виде и уђу у приколицу. Тамо откривају да Чак има још једну књигу рецепата која краде рецепте из њиховог кувара. Успевају да га украду и откривају да је Чак украо семе Mорбијума Маме Пи. Касније су га оригиналне куварице зачарале, натеравши га да заувек остане у Лавандер Хајтсу и спречавајући га тако да узме књигу и украде магичне састојке. Међутим, Чак баца још једну чаролију на Џејка користећи семе Mорбијума Маме Пи и преузима Џејково тело. Као Џејк, Чак сазнаје планове за његово даље заустављање и има приступ чаробним зачинима. Чак баца чаролију на Хану и покушава да је замени за Роуз, али је Кели и Дарби спашавају и притом разбијају Чакову чаролију бесмртности, такође разбијајући Роузину чаролију и ослобађају је из књиге. Чак и Роуз се враћају у прошлост и проживљавају своје животе. Западни Пајзер парк постаје Парк Роуз Пајзер.

### 2. сезона (2. део)
Књига и зачини су украдени из Келиног ранца. Кели, Хана и Дарби упознају претходног заштитника из 90-их. Уз Џејкову помоћ, оне могу да врате књигу назад. Тајанствена, али лепо исклесана кутија се налази у антикварници баке Беки, са истим симболом виљушке, ножа и кашике као на кувару. Једна по једна, свачија сећања на магију се бришу. Кели, Хана и Дарби почињу да сумњају на господина Мориса, Ханиног наставника у Фокс Кањону за брисање свих сећања на магију – али то није он, већ Керолајн, која се трансформисала у Џил, менаџера кампање госпође Квин и покушавала да избрише њихова сећања на магију. Трио је успео да избегне Керолајнину магију и сачува своја сећања о магији.

### 3. сезона (1. део)
Ресторан Код Маме Пи је купио ланац кафе. Менаџерка Ерин постаје сумњива Кели, Хани и Дарби. Убрзо примећују трагове некога ко зна да је магија стварна, чак и након што су сва сећања на магију избрисана. Овај неко је украо њихове тек убране ноћне зачине, па је због тога назван „Ноћни бандит”. Девојке упознају Дарбину пријатељицу Пајпер и упознају је са магијом. Њих четири раде заједно на проналажењу Ноћног бадита и заустављању његових злочина. Испоставља се да је Кели заправо Ноћни бандит и да је отрована чаролијом којом је враћен врт. На самом крају чаролија је разбијена, али девојке морају да спасу баку Беки након што она нестаје. Оне путују кроз време како би је спасиле и стварају нови зачин који се зове Парквинајан (Хана Паркер Кент, Кели Квин, Дарби Обрајан). Кувар напушта девојке.

### 3. сезона (2. део)
Кувар прелази код нових заштитника: Зои (Еринине ћерке), Иш (Зоине комшинице) и Леа (Зоиног полубрата).        Уз помоћ Кели, Дарби и Хане, нови трио је уверен да магија постоји и да заједно може да прође кроз тешке тренутке.

## Епизоде
| Сезона | Сезона | Епизоде | Епизоде           | Премијерно приказивање (САД) | Премијерно приказивање (САД) | Премијерно приказивање (Србија) | Премијерно приказивање (Србија) |
| Сезона | Сезона | Епизоде | Епизоде           | Прва епизода                 | Последња епизода             | Прва епизода                    | Последња епизода                |
| ------ | ------ | ------- | ----------------- | ---------------------------- | ---------------------------- | ------------------------------- | ------------------------------- |
|        | 1      | 13      | 13                | 15. јануар 2015.             | 14. јануар 2016.             | 16. март 2020.                  | 1. април 2020.                  |
|        | 2      | 26      | 13                | 14. октобар 2016.            | 12. јануар 2017.             | 3. август 2020.                 | 19. август 2020.                |
| 13     | 2      | 26      | 19. јануар 2018.  | 19. јануар 2018.             | 7. септембар 2020.           | 23. септембар 2020.             |                                 |
|        | 3      | 12      | 11                | 1. фебруар 2019.             | 1. фебруар 2019.             | 26. октобар 2020.               | 9. новембар 2020.               |
| 1      | 3      | 12      | 25. октобар 2019. | 25. октобар 2019.            | 10. новембар 2020.           | 10. новембар 2020.              |                                 |

## Улоге
| Име лика                 | Глумац              |
| ------------------------ | ------------------- |
| Кели Квин                | Оливија Санабија    |
| Дарби Обрајан            | Еби Донели          |
| Хана Паркер Кент         | Обри Милер          |
| Џејк Вилијамс            | Јуда Белами         |
| Тери Квин                | Катја Охеда         |
| Скот Квин                | Ендру Берлинсон     |
| Ребека „Беки“ Квин       | Ди Bолас            |
| Мама Пи/Ида Перез        | Ејми Хил            |
| Ђина Силверс             | Елен Карстен        |
| Бади Квин                | Ејден Ловкамп       |
| Путница                  | Мира Фурлан         |
| Чак Хенкинс/Чарлс Пајзер | Зек Калисон         |
| Ноел Џаспер              | Фелиша Терел        |
| Хејли Паркер Кент        | Кирили Бергер       |
| Ерин Чуа                 | Тес Парас           |
| Шарлот                   | Брејди Рајтер       |
| Патрик Обрајeн           | Тод Роберт Андерсон |
| Џени Обрајeн             | Џени Шмит           |
| Ејми                     | Џен Дрохан          |
| Ар Џеј                   | Џереми Гускин       |
| Господин Морис           | Усман Али           |
| Џил/Керолајн             | Спрег Грејден       |
| Пајпер                   | Лаја Делеон Хејз    |
| Леа                      | Џесика Белкин       |
| Зои                      | Џоли Хоанг-Рапапорт |
| Иш                       | Џена Куреши         |
| Лео                      | Тајлер Сандерс      |